# The Crows
The Crows foi um grupo de R&B que alcançou sucesso comercial em 1950. O primeiro single e único maior hit do grupo, "Gee", lançado em junho de 1953, foi creditado como sendo o primeiro hit de rock and roll atingido por um grupo de rock. Ele ficou na posição #14 e #2, respectivamente, na Billboard magazine pop e na rhythm-and-blues charts em 1954.